# Sri Mulyo (Babat Toman)
Sri Mulyo is een bestuurslaag in het regentschap Musi Banyuasin van de provincie Zuid-Sumatra, Indonesië. Sri Mulyo telt 1029 inwoners (volkstelling 2010).